# پودولانه (استان اشوی‌داشکسیه)
پودولانه (به لهستانی: Podolany) یک منطقهٔ مسکونی در لهستان است که در گمینا کاژمیژا ویلکا واقع شده‌است.